# Beyond Abilities
Beyond Abilities è il secondo album in studio del gruppo finlandese Warmen.

## Tracce
1. Beyond Abilities – 3:27
2. Spark – 4:31
3. Hidden – 3:27
4. Trip To... – 3:07
5. Dawn – 4:45
6. Singer's Chance – 5:03
7. Alone (Heart cover) – 3:46
8. Confessions – 2:46
9. Salieri Strikes Back – 5:17
10. War of Worlds – 3:47
11. Finale – 6:33

## Formazione
- Janne Warmen - tastiere
- Lauri Porra -  basso
- Antti Wirman - chitarra
- Sami Virtanen - chitarra
- Mirka Rantanen - batteria

Session member
- Timo Kotipelto (Stratovarius) - voce
- Kimberly Goss (Sinergy) - voce
- Pasi Nykänen (Throne Of Chaos) - voce